# Team Milram
El Team Milram (código UCI: MRM) fue un equipo ciclista alemán que corría bajo licencia alemana desde la temporada 2008 (hasta entonces era italiana). Participaba en el UCI ProTour y en otras carreras de los Circuitos Continentales UCI, sobre todo italianas, francesas y españolas.

## Historia del equipo

### Orígenes y creación
El equipo nació fruto de la compra de la licencia UCI ProTour del desaparecido equipo italiano Domina Vacanze. Así recalaron en el Milram los ex-Domina Simone Cadamuro, Mirko Celestino, Alessandro Cortinovis, Volodymyr Dyudya, Sergio Ghisalberti, Michele Gobbi, Andriy Grivko, Maxim Iglinskiy, Matej Jurčo, Mirco Lorenzetto, Elia Rigotto, Carlo Scognamiglio, Alessandro Vanotti, Giovanni Visconti (14 de los 29 ciclistas de ese equipo) y Gianluigi Stanga, Vittorio Algeri, Antonio Bevilacqua y Oscar Pellicioli (los 4 directores deportivos de ese equipo).

### Un equipo para Petacchi
El hecho de que a finales de 2005 hubiera desaparecido el equipo italiano Fassa Bortolo propició que parte de la plantilla de dicha formación recalara en el nuevo Milram, incluyendo al exitoso velocista Alessandro Petacchi y su principal lanzador, Marco Velo.
Otros integrantes destacados para esa primera temporada fueron el veterano esprínter alemán Erik Zabel (que llegaba tras trece años en el Telekom/T-Mobile) y el clasicómano Igor Astarloa. Debido a ello, el Milram era un equipo construido para lograr victorias en llegadas masivas y clásicas.
El resto de ciclistas provinieron principalmente del Team Wiesenhof además de los mencionados del Domina Vacanze (al tener que hacerse cargo de los contratos firmados por ese equipo).

#### 2006

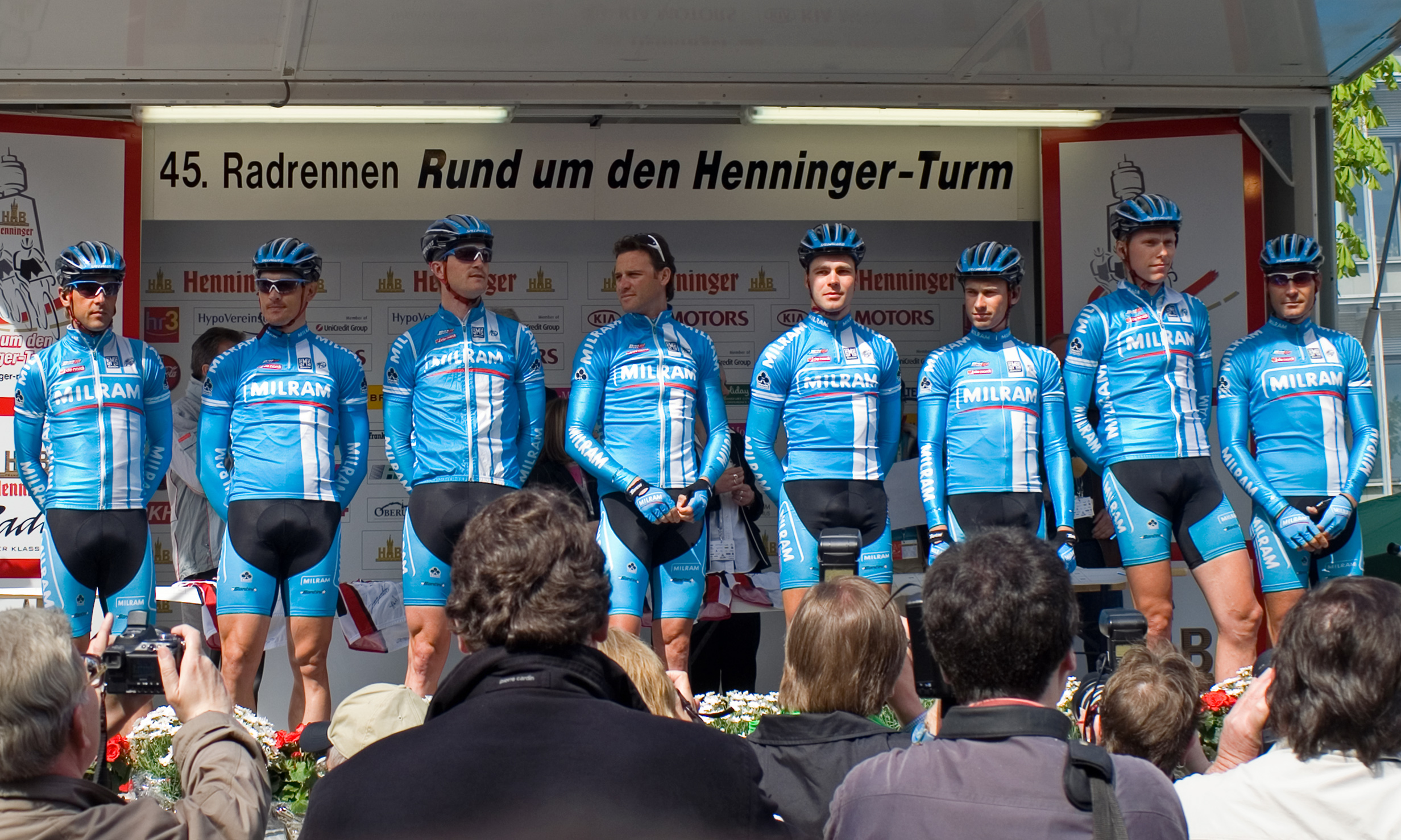
Formación del equipo en 2006.

En la Vuelta a España Zabel ganó dos etapas, en sendas llegadas masivas a Cáceres y Madrid (etapa final, con meta en el Paseo de la Castellana).

#### 2007
En 2007 Alessandro Petacchi pareció ganar cinco etapas en el Giro de Italia. Sin embargo, poco después dichas victorias quedaron cuestionadas cuando se conoció que había dado positivo por salbutamol en un control efectuado en la 11.ª etapa, un fármaco para el que tenía una autorización de uso terapéutico (para tratar su asma), pero del que presentó unos niveles (1320 ng/ml) muy superiores a los permitidos incluso con autorización médica (1000 ng/ml). El Milram, ateniéndose al código ético del ProTour firmado por el equipo, apartó al corredor y no lo llevó al Tour de Francia, donde la formación, sin su principal ganador, no logró ninguna victoria de etapa.
En un principio la Federación Italiana de Ciclismo (FCI) archivó el caso de Petacchi el 24 de julio, al considerar que el sobreuso de salbutamol se debió a un error humano y no a dopaje. No obstante, dos días después el CONI, que ya había pedido anteriormente un año de suspensión para el corredor, se mostró en desacuerdo y recurrió ante el TAS para pedir que fuera sancionado.
El equipo logró tres victorias de etapa en la Vuelta a España, dos con Petacchi y una con el veterano Erik Zabel (quien ya había logrado sendas victorias de etapa en la Vuelta a Suiza y la Vuelta a Alemania, ambas carreras ProTour). Poco después Petacchi ganó la clásica París-Tours.
El 6 de mayo de 2008 el TAS decidió sancionar con un año de suspensión a Petacchi, retirándole asimismo sus cinco victorias del Giro. El Milram anunció el 16 de mayo la rescisión del contrato del italiano, quedando así el equipo sin su principal ganador y hasta entonces referente.

### La familia Van Gerwen, propietaria
De cara a la temporada 2008 Gerry van Gerwen (a través de su compañía VeloCity GmbH) compró la licencia ProTour del equipo a los anteriorse propietarios (Ciclosport), convirtiéndose en propietario del mismo, además de su mánager general. Su hija, Marlies van Gerwen, se integró al equipo como responsable del área empresarial, mientras que su nuero y marido de Marlies, Raoul Liebregts, se convirtió en el jefe de recursos humanos. La nueva estructura alemana, basada en el Club Olympia de Dortmund, introdujo asimismo un nuevo programa antidopaje.

#### 2008
En 2008 consiguió un total de 9 victorias, destacando sobre todas ellas la lograda en la Vuelta a Alemania por Brett Lancaster. Además están la victoria de etapa en la Vuelta a la Comunidad Valenciana de Erik Zabel, la General en la Vuelta a Baviera de Christian Knees y la General del Regio-Tour de Björn Schröder. Además consiguió 2 Campeonatos Nacionales contra-reloj y 1 en ruta.

#### 2009
La desaparición del Gerolsteiner (de categoría ProTour) a finales de la temporada anterior hizo que ocho ciclistas de la extinta formación germana recalaran en el Milram, incluyendo a Markus Fothen y Fabian Wegmann.

## Corredor mejor clasificado en las Grandes Vueltas
| Año  | Giro de Italia          | Tour de Francia       | Vuelta a España          |
| ---- | ----------------------- | --------------------- | ------------------------ |
| 2006 | 21.º Sergio Ghisalberti | 78.º Björn Schröder   | 62.º Erik Zabel          |
| 2007 | 72.º Christian Knees    | 46.º Christian Knees  | 73.º Erik Zabel          |
| 2008 | 80.º Erik Zabel         | 28.º Christian Knees  | 42.º Andri Hrivko        |
| 2009 | 25.º Thomas Rohregger   | 19.º Christian Knees  | 43.º Christian Knees     |
| 2010 | 16.º Linus Gerdemann    | 72.º Thomas Rohregger | 35.º Johannes Fröhlinger |

## Equipo filial
El equipo, durante los años 2006-2008, tuvo una formación filial registrado en Alemania de categoría Continental, el Continental Team Milram.

## Material ciclista
El equipo utilizaba bicicletas Focus y equipaciones de Vermarc.

## Equipación
| 2006-2008 | 2009-2010 |

## Clasificaciones UCI
A partir de 2005 la UCI instauró el circuito profesional de máxima categoría, el UCI ProTour, en el que se integró el Milram desde su primera temporada en el pelotón, en 2006. Las clasificaciones del equipo son las siguientes:
| Año  | Clasificación por equipos | Mejor corredor en la clasificación individual | Posición |
| 2006 | 18º                       | Alessandro Petacchi                           | 36º      |
| 2007 | 18º                       | Erik Zabel                                    | 26º      |
| 2008 | 18º                       | Erik Zabel                                    | 50.º     |

Tras discrepancias entre la UCI y las Grandes Vueltas, en 2009 se tuvo que refundar el UCI ProTour en una nueva estructura llamada UCI World Ranking, formada por carreras del UCI World Calendar; el equipo siguió siendo de categoría UCI ProTour.
| Año  | Clasificación por equipos | Mejor corredor en la clasificación individual | Posición |
| 2009 | 18º                       | Gerald Ciolek                                 | 56.º     |
| 2010 | 26º                       | Luke Roberts                                  | 84.º     |

## Palmarés destacado
Para el palmarés completo, véase Palmarés del Team Milram

### Grandes Vueltas
- Vuelta a España
  - 2006: 2 etapas (Erik Zabel)
  - 2007: 3 etapas Alessandro Petacchi (2) y Erik Zabel
  - 2009: 1 etapa Gerald Ciolek

### Otras carreras
- Vuelta a Suiza
  - 2007: 1 etapa (Erik Zabel)

- Critérium del Dauphiné
  - 2009: 1 etapa (Niki Terpstra)

- Tirreno-Adriático
  - 2006: 1 etapa (Alessandro Petacchi)
  - 2010: 1 etapa (Linus Gerdemann)

- Volta a Cataluña
  - 2010: 1 etapa (Paul Voss)

- París-Tours
  - 2007: Alessandro Petacchi

## Principales ciclistas
Para las plantillas del equipo, véase Plantillas del Team Milram
| - Alessandro Petacchi (2006-2008) - Erik Zabel (2006-2008) - Andriy Grivko (2006-2008) - Niki Terpstra (2007-2010) - Peter Velits (2008-2009) | - Linus Gerdemann (2009-2010) - Gerald Ciolek (2009-2010) - Fabian Wegmann (2009-2010) - Robert Förster (2009-2010) |